# Mario Schifano
Mario Schifano (ur. 20 września 1934 w Homs, zm. 26 stycznia 1998 w Rzymie) – włoski artysta, malarz.

## Życiorys
Zaraz po wojnie przeprowadza się wraz ze swoją rodziną pochodzenia włoskiego do Rzymu, gdzie po porzuceniu nauki w bardzo młodym wieku, oddaje się malarstwu. Na początku lat '60 zaczyna odwiedzać Caffè Rosati przy Piazza del Popolo wraz z innymi młodymi artystami, jak Franco Angeli, Tano Festa, Mimmo Rotella, Mario Ceroli i Giosetta Fioroni nazywanymi „pittori maledetti”. Ich spotkania to wypadkowe dyskusje na niemal wszystkie tematy, zwłaszcza dotyczące malarstwa, rozwoju sztuki abstrakcyjnej, Arte Povera i sztuki pop, co w konsekwencji zaowocowało powstanie grupy artystycznej Scuola.
Był włoskim malarzem, przez wielu uważany za artystę pop, jednak on sam zawsze negował jakiekolwiek bliskie powiązanie z tym kierunkiem.
Jego pierwsze prace malarskie wchodzą w krąg kultury informelu, są to płótna o grubej, wręcz cielesnej fakturze. Tymi właśnie dziełami inauguruje swoją pierwszą wystawę w 1959 r. w Galleria Appia Antica w Rzymie. Jednak dopiero rok później, przy okazji ekspozycji w Galleria La Salita (razem z innymi artystami - Angeli, Festa, Lo Savio i Uncini) krytyka zainteresowała się jego pracami.
Po porzuceniu doświadczeń informelu, Schifano zaczyna malować swoje sławne żółte monochromy (które wielu krytyków interpretowało jako przykłady neo-dadaizmu w ramach new dada amerykańskiego), wielkie arkusze papieru przyklejone do płótna i pokryte jednym jedynym kolorem - powierzchownym, spływającym, bardzo namacalnym. Płótno staje się „ekranem”, wypadkową, przestrzenią, która, kilka lat później zacznie się wypełniać cyframi, literami czy elementami wziętymi z pejzaży miejskich: znaki drogowe, napisy reklamowe, symbole, loga (jak Coca Cola) nawiązujące do estetyki pop. Mimo to, artysta mówił: „Moje prace powstawały równocześnie z pop art, a nie po niej, ale to inni artyści, jak Warhol, Rauschenberg, Claes Oldenburg czy Jasper Johns byli jej prekursorami, to oni uprawiali pop-art i to oni ją wtłaczali w codzienność, tak jakby to był fakt polityczny”.
W 1962 Schifano wyjeżdża do Stanów Zjednoczonych i tam poznaje bezpośrednio artystów związanych z pop-art. Zauroczony dziełami Dine’a i Kline’a bierze udział w wystawie The New Realist w Sidney Janis Gallery w Nowym Yorku. Spotyka Andy’ego Warhola, który wpłynie na jego późniejszy rozwój artystyczny, nie tylko dlatego, że ich dzieła zbliżają się pod względem wspomnianej już etykietki pop, ale również z uwagi na zainteresowanie jakie obydwaj artyści poświęcili kinematografii jako środkowi ekspresji twórczej. W 1964 Schifano dostaje zaproszenie na Biennale di Venezia. Dziś uważany jest przez włoską krytykę za „spadkobiercę” Andy’ego Warhola.
Po 1964 roku artysta wykonuje cykle tematyczne: pejzaże anemiczne, rewizytacja historii sztuki z pracami zadedykowanymi futuryzmowi. W jego późniejszych poszukiwaniach twórczych wykorzystuje obrazy zaistniałe w środkach masowego przekazu - dziedzictwo zbiorowości.
Dzisiaj dzieła zrealizowane w latach 60. pozostają aktualne, między innymi seria zadedykowana znakom reklamowym (Coca-Cola, Esso), czy kwiatom (hołd dla Warhola) i naturze (najsłynniejsze, to Pejzaże anemiczne, Weduty przerwane, Drzewo życia, czy Pola zbóż). Uczony i amator nowych technik malarskich, był jednym z pierwszych, który użył komputer do kreacji sztuki, zmodyfikowany obraz cyfrowy przenosi z komputera bądź telewizji na płótna emulsyjne (Płótna skomputeryzowane), reprodukując masowe zdjęcia, ewentualnie delikatnie je „poprawiając”.
Tendencje lat 70. skłaniają artystę do realizacji przede wszystkim d'apres, i powrotu do przyjemności samego aktu malowania, co widać w serii quadri equestri”. Ostatnie dziesięciolecie twórczości Schifana, to apogeum ekspresji malarskiej, która wydaje się wzrastać na samej sobie żyjąc wewnętrzną energią rozprzestrzeniającą się na płótnie.
W drugiej połowie lat sześćdziesiątych, Schifano zaczyna swoje doświadczenia artystyczne związane z kinematografią. W jego pierwszych eksperymentach (1964) można wyczuć zainteresowanie, jakie artysta kładzie na nieprzerwane przepływanie obrazów produkowanych przez naszą cywilizację technologiczną, w której realność zostaje ciągle zastępowana swoistą kopią, fotograficzną, telewizyjną czy kinetyczną. Schifano odstępuje od tradycyjnych technik (malarstwo), by podjąć poszukiwania artystyczne zajmujące się szybkością percepcji i ruchem. Pierwszymi filmami krótkometrażowymi są Reflex i Round Trip nakręcone jeszcze podczas pobytu w Nowym Yorku. W 1967 r. Schifano realizuje Vietnam, w którym przedstawia obrazy z wojny (jak sugeruje tytuł) oraz Serata (wieczór) przedstawiający sfilmowane programy telewizyjne robiąc wrażenie swoistego zappingu (przypominam, że w tych czasach nie było pilota). W Souvenir widzimy Gerarda Malangę (aktora pochodzącego z warholowej Factory) robiącego sobie zastrzyk heroiny na placu San Pietro na oczach przechodniów.
Pierwszym filmem długometrażowym artysty jest Anna Carini widziana w sierpniu przez motyle przedstawiony na wystawie własnej w Studio Marconi w Mediolanie. Projektowany tylko w niektóre wieczory akompaniował czterdzieści obrazów Schifana przedstawiających gwiazdy. Bohaterka filmu, Anna Carini została sfilmowana przy użyciu specjalnego obiektywu wyposażonego w szkła pryzmatyczne, które w efekcie multiplikowały obraz symulując sposób widzenia insektów. Film ten poprzedził trylogię, która zaklasyfikowała w pełni Schifano do europejskiego UNDERGROUND, składającą się z Satellite (1968), Umano non umano (człowiek nie człowiek) (1969) i Trapianto (przeszczep) (1969).
W latach 70. i 80. bierze udział w ważnych wystawach, jak „Vitalità del negativo nell'arte italiana 1960-70” i „Contemporanea”, obydwie pod patronatem Achille Bonito Oliva; „Europa/America, l'astrazione determinata 1960-76” w Galleria Nazionale d’Arte Moderna di Bologna; „Arte e critica 1980”, pod patr. Maurizio Calvesi; „Identité italienne” patr. Germano Celant; „Arte italiana nel XX secolo” zorganizowana przez Royal Academy w Londynie. Jest również obecny na edycjach Biennale di Venezia w 1982 i 1984.
Schifano zmarł w Rzymie 26 stycznia 1998 na zawał serca. 
W 2009 roku, aby uczcić współczesną sztukę włoską, odbyła się we Francji pierwsza retrospektywa Mario Schifano, obok wystawy Salvatore Garau w Musée d'Art Moderne de Saint-Étienne.

## Rynek sztuki
Na aukcji Sotheby’s w 2022 r. praca Schifano „Czas współczesny” w emalii na płótnie została sprzedana za 2,302 mln euro.

## Wystawy
- W 2009 roku, aby uczcić włoską sztukę współczesną, we Francji odbyła się pierwsza retrospektywa Schifano, której towarzyszyła wystawa Salvatore Garau w Muzeum Sztuki Nowoczesnej w Saint-Etienne[5][6].